# Pitcairnia pectinata
Pitcairnia pectinata är en gräsväxtart som beskrevs av Lyman Bradford Smith. Pitcairnia pectinata ingår i släktet Pitcairnia och familjen Bromeliaceae. Inga underarter finns listade i Catalogue of Life.